# Сано Цунэтами
Сано Цунэтами (яп. 佐野 常民, 28 декабря 1822 — 12 декабря 1902) — японский государственный деятель, основатель Японского Красного Креста. Его сын, адмирал Сано Цунэха, был ведущей фигурой в Скаутской организации Японии.

## Биография
Сано Цунэтами родился 28 декабря 1822 года в селе Хаяцуэ уезда Сага провинции Хидзэн (ныне город Сага префектуры Сага). Был пятым сыном Симомуры Сабуродзаэмона, самурая низкого класса. В 1831 году Сано Цунэтами был принят на обучение врачом Сано Цунэёси. Сано изучал рангаку (западные науки) под руководством Хиросэ Гэнкё, Огаты Коана, Ито Гэмбоку, Тоцуки Сэйкая, сыгравших большую роль в создании военно-морского флота княжества Сага.
После реставрации Мэйдзи Сано участвовал в формировании Императорского флота Японии. Он сопровождал японскую делегацию на Парижской выставке 1867 года, где узнал о существовании Международного Красного Креста. Затем он путешествовал по Нидерландам, где, узнав о западных технологиях судостроения, приказал заложить японский военный корабль «Ниссин» и остался контролировать его строительство.
В 1877 году Сано создал Благотворительное общество (Хакуайся), организацию для оказания медицинской помощи солдатам, раненным во время Сацумского восстания. В 1887 году эта организация стала называться Национальное общество Японского Красного Креста, и Сано стал её первым президентом.
Сано состоял в членах Гэнроина (национальной ассамблеи), Тайного совета, а также служил на различных государственных должностях. В кабинете премьер-министра Мацукаты Масаёси он был министром сельского хозяйства и торговли.
Перед смертью он был награждён орденом Восходящего Солнца 1 степени с цветами павловнии. Среди его наград имеется орден Заслуг Красного Креста.
Сано Цунэтами скончался 12 декабря 1902 года. Могила находится на кладбище Аояма в Токио.
В 1939 году японское правительство выпустило серию из четырёх юбилейных почтовых марок в честь 75-летия основания Японского Красного Креста. На двух марках находится портрет Сано Цунэтами.

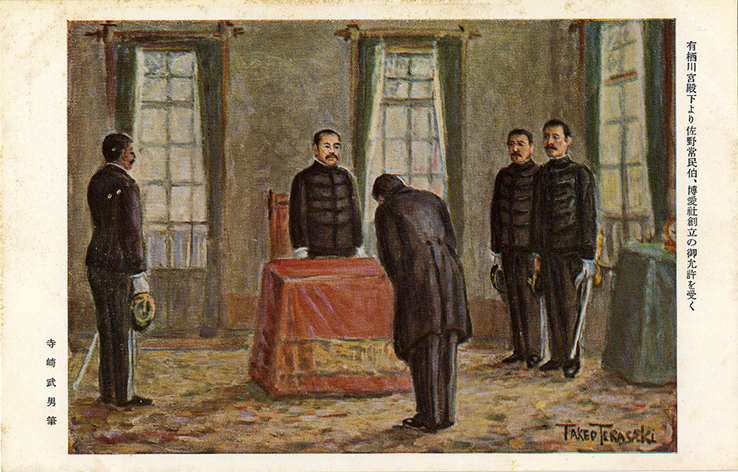
Сано Цунэтами получает разрешение на открытие общества от принца Арисугавы Тарухито.
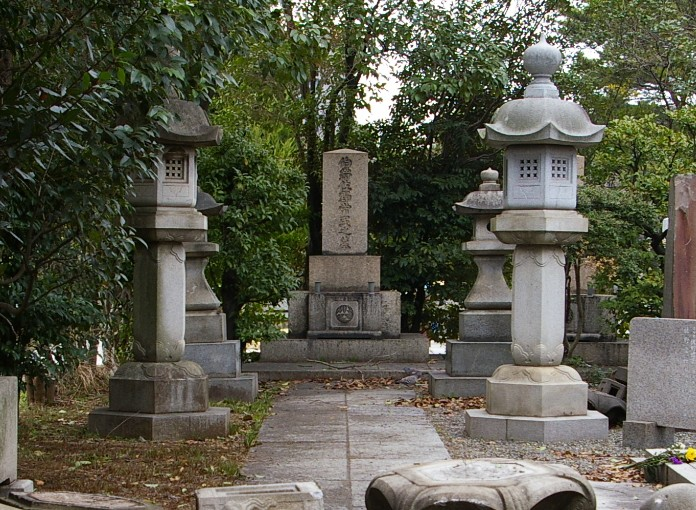
Надгробие Сано Цунэтами
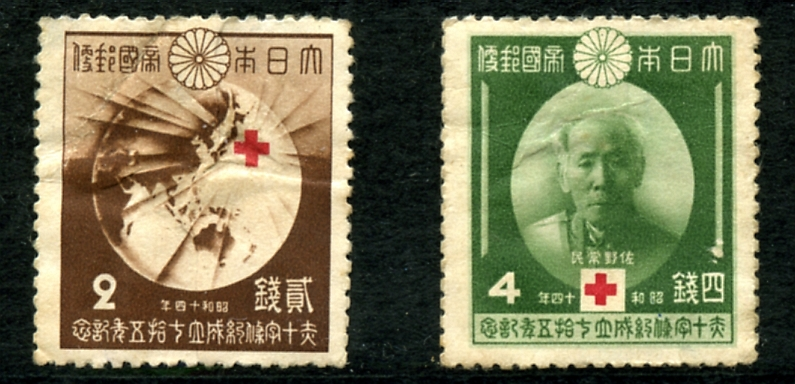
Юбилейные марки, 1939